# Luis Belló Martínez
Luis Belló Martínez   (Cieza, 7 de gener de 1929 - Saragossa, 3 d'octubre de 2021), conegut com a Belló II, fou un futbolista espanyol de la dècada de 1950.
Destacà com a futbolista a Reial Saragossa i Hèrcules CF.
També destacà com a entrenador:
- 1964-1964 Reial Saragossa
- 1965-1966 Hèrcules CF
- 1966-1967 Reial Betis
- 1967-1968 CE Castelló
- 1968-1969 Reial Múrcia
- 1969-1969 Pontevedra CF
- 1973-1973 Cartagena

A Saragossa coincidí amb el seu germà Francisco Belló Martínez, que fou conegut com a Belló I.